# Herman Haller
Herman Haller, nom de plume de Hermann Freund (né le 24 décembre 1871 à Berlin, mort le 5 mai 1943 à Londres) est un directeur de théâtre et dramaturge allemand.

## Biographie
Herman Haller est directeur de l'Olympia-Theater de Berlin de 1894 à 1896, du Haller-Ensemble de 1896 à 1907, du Neuen Operetten-Theater de Leipzig en 1907 (avec Anton Hartmann (de)), du Central-Theater de Leipzig en 1907, en 1908 du Carl-Schulze-Theater de Hambourg, de 1914 à 1923 le Theater am Nollendorfplatz de Berlin et de 1923 à 1932 le théâtre de l'Admiralspalast à Berlin. Il devient célèbre en tant que créateur des revues dans les années 1920.
Parmi les œuvres qu'il a écrites en tant que librettiste, les plus connues sont Der Vetter aus Dingsda, Drei alte Schachteln (avec Rideamus) et Der Juxbaron (de) (avec Alexander Siegmund Pordes, paroles de Willi Wolff). Il est l'auteur de paroles de chansons comme Batavia Fox (1921), Ich bin nur ein armer Wandergesell (1921) et Solang noch Untern Linden (1923) avec Rideamus. En 1936, il émigre à Londres.